# Транс-ефект
Транс-ефект (англ. trans-effect) — у хімічній кінетиці — взаємовплив лігандів, які знаходяться в
транс-взаємоположенні в молекулах комплексних сполук плоскої та октаедричної структури, що проявляється, зокрема
у зміні швидкості заміщення ліганда, розташованого в трансположенні до іншого.
Наприклад, у реакціях заміщення в планарних квадратних комплексах Pt(II) лабілізуючий (кінетичний ефект) змінюється в ряду: 
H2O ~ OH– ~ NH3 ~ аміни ~
Cl– < SCN– ~ I– < CH3– < фосфіни ~ H– < олефіни < CO ~ CN– .
Такі зміни в швидкостях реакцій можуть відбуватись як за
рахунок дестабілізації основного стану, так і стабілізації
перехідного стану.